# Suavjärvi
Der Suavjärvi ist ein See in Karelien. Er liegt im Zentrum eines vermuteten Meteoritenkraters.

## Etymologie
Die Bezeichnung Suavjärvi (auch Suavjarvi) stammt aus dem Karelischen und wird in Russisch als Суавъярви umschrieben. Järvi bedeutet „See“.

## Lage
Der Suavjärvi befindet sich etwa 50 Kilometer nordwestlich von der Stadt Medweschjegorsk in der Republik Karelien. Der etwa 3 Kilometer breite See liegt im Zentrum einer kreisförmigen Kraterstruktur.

## Beschreibung
Der Meteoritenkrater besitzt einen Durchmesser von 16 Kilometern. Sein Alter wird auf 2400 Millionen Jahre BP geschätzt, er stammt somit aus dem Siderium.
Vom Meteoritenkrater selbst ist nicht viel erhalten geblieben. Gefunden wurden große, aus Impaktbrekzie bestehende Blöcke – Hinweise auf die zerstörerische Wucht des Einschlags in den Baltischen Schild.

## Geophysik
Die distinkt kreisförmige Photoanomalie gibt sich auch geophysikalisch als Schwere- und Magnetfeldanomalie zu erkennen. Sie bildet beispielsweise eine negative Bouguer-Anomalie, deren Werte gegenüber dem umliegenden Terrain um 10 Milligal niedriger sind.

## Geologie
Suavjärvi liegt im archaischen Grundgebirge Kareliens, das hier aus stark zerklüfteten, granitischen Gneisen und Schiefergesteinen besteht. Im Paläoproterozoikum waren Plagiogranite und Mikroklin-führende Granite ins Archaikum eingedrungen. Nach dem Impaktereignis wurde die Region von einer amphibolitfaziellen Metamorphose betroffen (Epidot-Amphibolit-Fazies). Um 2300 Millionen Jahre BP transgredierten dann die Basiskonglomerate des Jatuliums über das eingeebnete Grundgebirge hinweg.

## Impaktbrekzie
Die Impaktbrekzie ist jetzt nur noch an zwei Stellen in 2 bis 3 Kilometer Entfernung vom Kraterrand aufgeschlossen. Sie führt Grundgebirgsfragmente im Zentimeter- bis Hundertmeterbereich.

### Strukturen der Stoßwellenmetamorphose

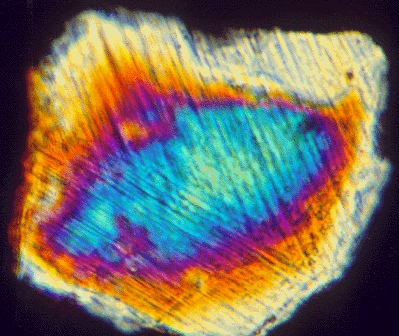
Planare Elemente (PDF) in geschocktem Quarzkorn aus dem Chesapeake-Bay-Krater

Untersuchte Minerale in großen Impaktbrekzienblöcken zeigen laut Mashchak und Orlova folgende Beanspruchungen:
Spaltbarkeit, Blockbildung, Deformationszwillinge, Deformationsbänder und planare Elemente in Quarz, Mikroklin und Graphit. Die Quarzkörner zeigen planare Elemente (engl. planar deformation fearures oder abgekürzt PDF) in insgesamt acht verschiedenen kristallographischen Orientierungen. Die Mikroklinkörner besitzen ebenfalls PDFs mit bis zu vier verschiedenen Raumorientierungen pro individuellem Korn. Die PDFs sind sichere Indikatoren für Stoßwellenmetamorphose.

## Bedeutung
Der Suavjärvi ist möglicherweise der bisher älteste, bekannte Meteoritenkrater der Erde.

## Nachuntersuchung
In einer einwöchigen Nachuntersuchung im Jahr 2012 konnten Huber u. a. weder eine Impaktbrekzie noch PDFs in ihren entnommenen Proben feststellen. Sie erkennen somit die Suavjärvi-Struktur vorerst nicht als Meteoritenkrater an und empfehlen eine erneute Untersuchung des ursprünglichen Dünnschliffmaterials.